# Robert Blumenbach
Robert Blumenbach (* 1. Juli 1822 in Hannover; † 19. Dezember 1914 in Greene b. Kreiensen) war ein deutscher Oberst und Maler.

## Leben
Robert Blumenbach war ein Sohn von Georg Heinrich Wilhelm Blumenbach und ein Enkel des Arztes, Anthropologen und Zoologen Johann Friedrich Blumenbach. Er war zudem ein Neffe des Zeichners, Karikaturisten und Satirikers Johann Heinrich Ramberg.
Zur Zeit des Königreichs Hannover durchlief Blumenbach eine Militär-Karriere bei der Hannoverschen Armee bis zum Offizier der Artillerie.
Blumenbach zeichnete und malte aus Liebhaberei, darunter auch einige Motive aus dem Stadtbild seiner Heimatstadt Hannover, die sich heute teilweise im Besitz des Historischen Museums Hannover befinden.

## Bekannte Werke (Auswahl)
- um 1875: Die Altstädter Masch, Tuschzeichnung 34 × 21,1 cm[4]
- 1887: Die Pferdeschwemme am Reitwall (heute: Am Hohen Ufer); Aquarell 10,3 × 14,4 cm[4]